# Ratkovské Bystré
Ratkovské Bystré (in ungherese Ratkósebes) è un comune della Slovacchia facente parte del distretto di Revúca, nella regione di Banská Bystrica.